# مورينو توريشيللي
مورينو توريتشيللي (بالإيطالية: Moreno Torricelli) مواليد 23 يناير 1970 في إيطاليا، هو لاعب كرة قدم إيطالي سابق كان يلعب كمدافع. سبق له أن لعب في كأس العالم لكرة القدم مع منتخب بلاده.

## المسيرة الاحترافية

### أندية لعب لها
- يوفنتوس
- فيورنتينا
- إسبانيول

## روابط خارجية
- مورينو توريشيللي على موقع الاتحاد الدولي (مؤرشف)  (الإنجليزية)
- مورينو توريشيللي على موقع الاتحاد الأوربي (الإنجليزية)
- مورينو توريشيللي على موقع قاعدة بيانات كرة القدم.إي يو (الإنجليزية)
- مورينو توريشيللي على موقع ناشيونال فوتبول تيمز (الإنجليزية)
- مورينو توريشيللي على موقع Soccerway.com (الإنجليزية)
- مورينو توريشيللي على موقع عالم كرة القدم.نت (الإنجليزية)